# Citroën Rosalie

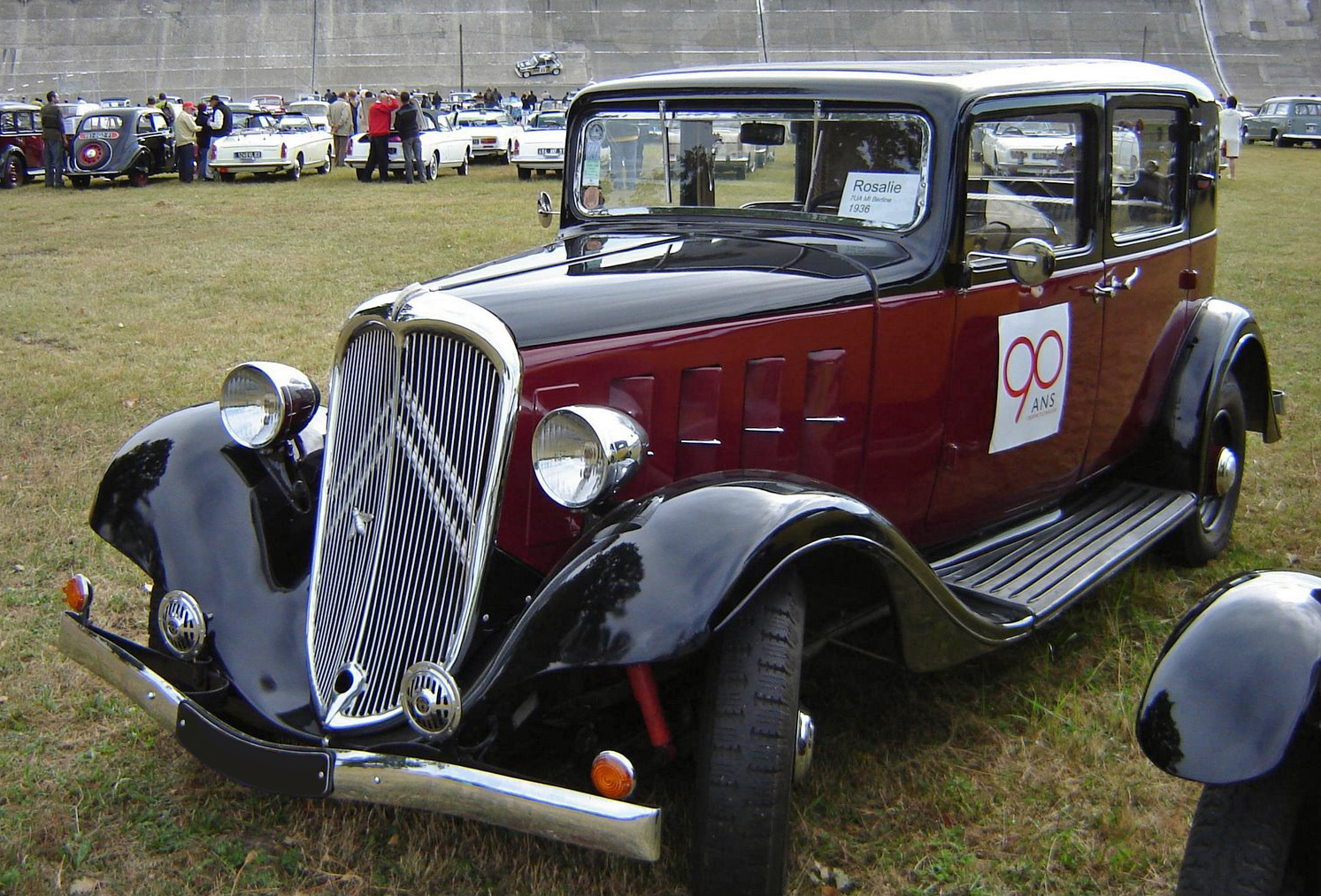
Citroën Rosalie z roku 1936

Citroën Rosalie je typ automobilu vyráběného francouzskou automobilkou Citroën v letech 1932 až 1939. V roce 1934 prošly modely faceliftem, který je podobný modelu Traction Avant, s příklonem masky chladiče a lepší aerodynamikou. Facelift je označován jako NH, Nouvelle habillage = nové šaty. Model představoval levnější konvenční alternativu se zadním náhonem oproti modelu Traction Avant. Ve své době patřil do třídy luxusních vozů. Po příchodu modelu Traction Avant v žebříčku třídy poklesl.

## Diesel vosobním automobilu
V prosinci roku 1932 se André Citroën spojil s konstruktérem Harrym Ricardem. Podíleli se na výzkumu spalovacích komor pro použití „těžkého ropného oleje“, dnešní nafty. Citroën použil Ricardův patent pro vstřikování nafty zvaného Comet. Vznikl tak motor Ricardo-Citroen Diesel.
Citroën Rosalie se stal druhým sériově vyráběným automobilem na světě s naftovým motorem v osobním vozidle a prvním s turbulentním plněním a vstřikováním Comet. Dieselové motory byly nevýhodné kvůli velkému objemu a malému výkonu. Byly využitelné jen v nákladních vozidlech a těžkých dopravních prostředcích. Jejich další nevýhodou byly nízké otáčky a proto bylo třeba mít převodovku s více rychlostními stupni. Prvním naftovým motorem v osobním automobilu byl americký Cummins v roce 1929 s mnohem větším motorem. Pro dosažení optimálního výkonu se dieselový motor montoval do velkých limuzín.
V roce 1933 vznikl první motor z dílny Citroënu a Ricarda s turbulentním plněním. 27. listopadu 1934 byl motor prezentován v modelu Rosalie 10Di. Z ní později vznikly nákladní verze 500D a 850D. V roce 1935 bylo vyrobeno několik automobilů pro výzkum. Modely dokázaly, že naftový motor s turbulentním přeplňováním je vhodný pro denní použití. Dosahoval přes 3500 ot./min. a výkon 40k při objemu 1750 cm³, což bylo srovnatelné s benzínovými motory. Motory Di se staly oblíbenými díky nižším vibracím, které se tak nepřenášely do kabiny.

## První Crash Test
V roce 1932 André Citroën demonstroval odolnost celokovové kabiny, skutálení Rosalie z kopce do údolí. Karoserie automobilu zůstala navzdory mnoha přetočením v celku a dveře se daly otevřít. Později demonstroval pevnost karoserie tím, že na střechu malého modelu Rosalie 8 posadil autobus plný cestujících.

## Verze
- 8: Rosalie 8 byl prvním modelem ze série Rosalie. V roce 1932 přibyl emblém Citroënu na mřížku chladiče. Vyráběl se do roku 1935, kdy ho nahradil model 7UA. Na podvozku modelu 8 vznikl i závodní model Petite Rosalie (malá Rosalie). Model 8 disponoval třístupňovou manuální převodovkou a nohou ovládanými bubnovými brzdami. Pružení bylo konvenčního typu s listovými pružinami a tlumiči. Model 8 představoval nejmenší a nejslabší model ze série.

- 10: Rosalie 10 byl druhým modelem ze série Rosalie, vyráběl se současně s modelem 8. Vedle modelu 8 představoval model 10 střední model řady, s vyšším výkonem a větší karoserií. Model 10 byl nejprodávanějším modelem. V roce 1935 ho nahradil model 11UA.

- 15: Rosalie 15 Grand Luxe představoval nejvyšší a nejluxusnější model automobilky až do příchodu typu Traction Avant. Po jeho uvedení se prodával ještě rok jako alternativa s konvenčním zadním náhonem. Model 15 nabízel třístupňovou synchronizovanou převodovku. Vyráběl se ve verzí Berline a sedmimístní verzí Familiale. S šestiválcovým motorem dosahoval rychlosti nad 120 km/h. V roce 1935 byla výroba ukončena a jeho místo zaujal model Traction Avant.

- 7UA: Rosalie 7UA nahradil v roce 1935 starší model 8. Motorizace i design přebral z modelu Traction Avant 7. V nabídce představoval základní verzi rodinného automobilu.

- 11UA: Rosalie 11 byl nástupcem modelu 10, v nabídce představoval levnější model oproti verzi TA11 s kterým sdílel motorizaci. V roce 1936 přišel model 11UD.

- 11 UD: Model 11UD byl druhým naftovým osobním vozem na světě, které se vyrábělo sériově. Poprvé byl představen v roce 1933 na autosalonu v Paříži. Sériová výroba začala až v roce 1936. Motor o obsahu 1,75 l dosahoval maximální rychlosti 85 km/h.

## Sport

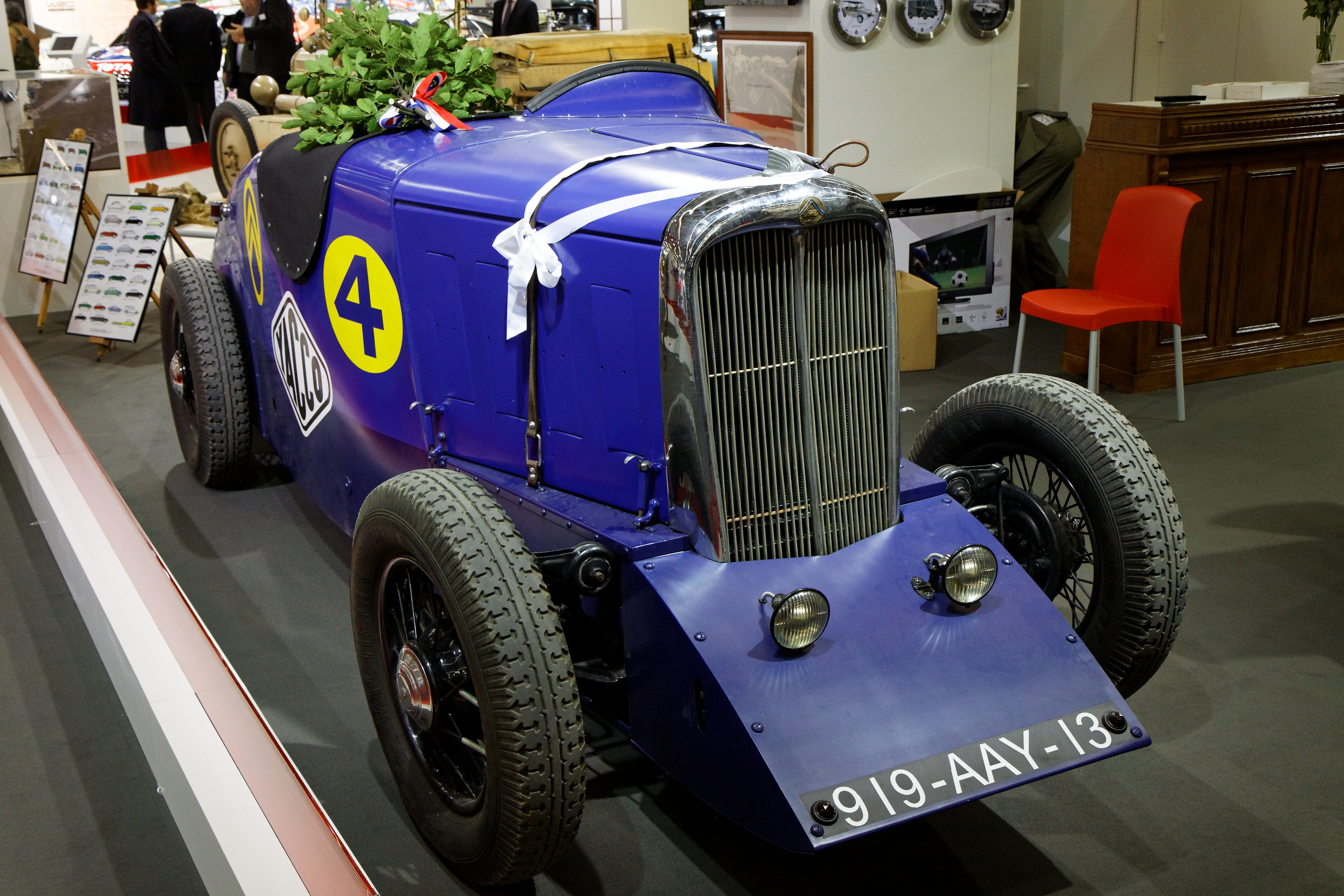
Malá Rosalie

Na rámu automobilu Rosalie 8 vznikl speciální závodní model La Rosalie ve více sériích. Model překonal několik světových rekordů. Nejslavnějším je rekord z roku 1933, 300 000 kilometrů jen s výměnami oleje a paliva. Vytvoření rekordu trvalo 134 dní a průměrná rychlost byla 94 km/h. Rekord byl reklamní demonstrací společnosti Yacco, který měl poukázat na kvalitu jejího minerálního oleje.

## 500D a 850D
Z modelu Rosalie vzešly i dvě užitkové verze s naftovým motorem Di s nepřímým vstřikováním a turbulentním plněním. Vozy se využívaly jako dnešní užitkové dodávky. Výroba probíhala od roku 1936 do 1938. V téže době vznikl i větší nákladní vůz 23 Di.